# Charles Lewis Meryon

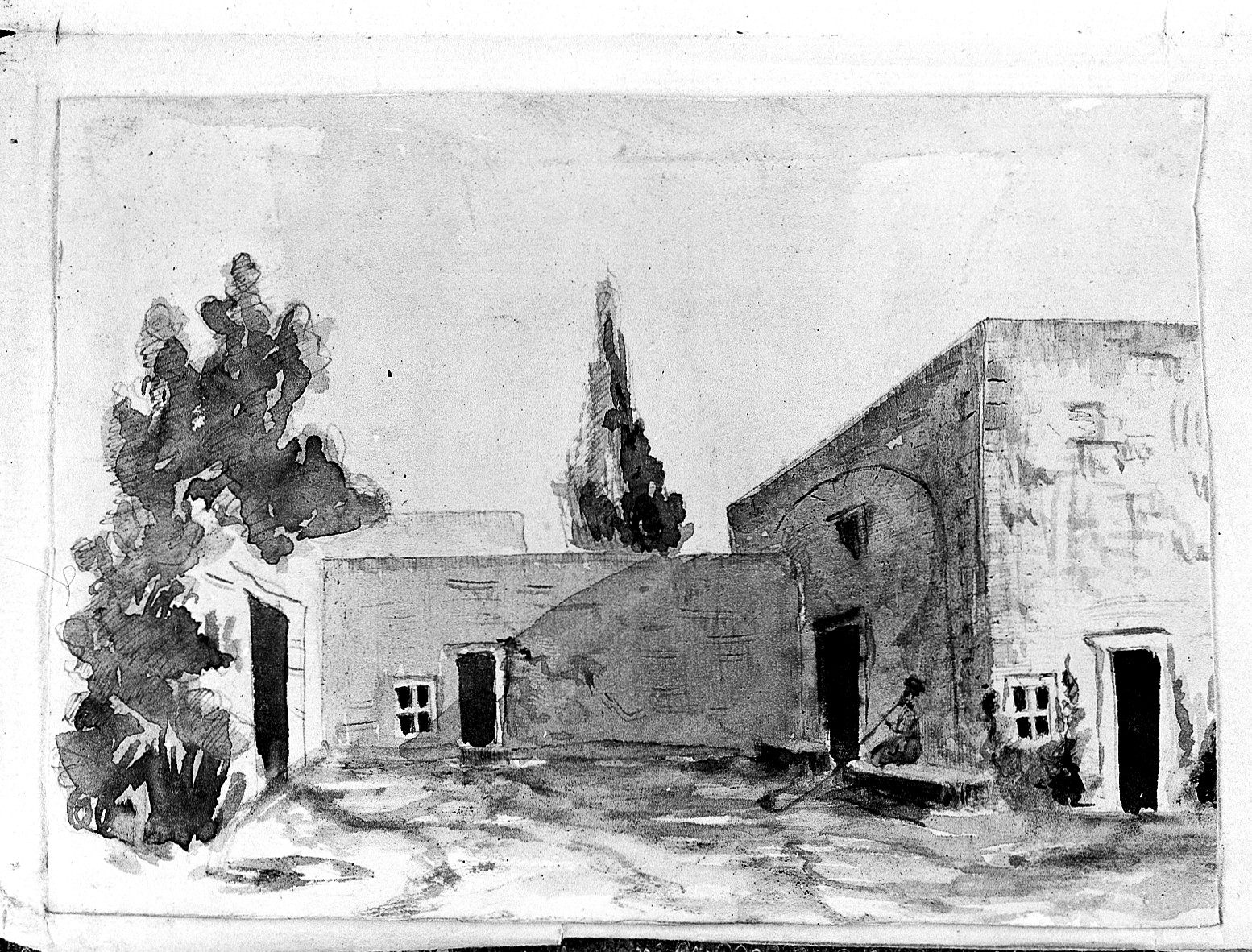
Skizze aus Meryons Buch Travels of Lady Hester Stanhope

Charles Lewis Meryon FRCP (* 28. Juni 1783 in Rye, Sussex; † 11. September 1877 in Hammersmith, London) war ein britischer Arzt und Reiseschriftsteller.
Meryon entstammte einer alten Familie von aus Frankreich eingewanderten Hugenotten und war ein Sohn von Lewis und Anne Meryon aus Rye in Sussex. Zu seinen Neffen gehörte Edward Meryon (1807–1880), der ebenfalls Arzt wurde. Er besuchte von 1796 bis 1802 die Merchant Taylors’ School in London und studierte ab dem 29. März 1803 am St John’s College in Oxford. Am 26. November 1806 machte er seinen Abschluss als Bachelor und am 18. Dezember 1809 als Master. Bei dem Chirurgen Henry Cline (1750–1827) machte er am Londoner St Thomas’s Hospital eine praktische medizinische Ausbildung. Auf Clines Empfehlung wählte Lady Hester Stanhope ihn als medizinischen Begleiter für ihre Reise nach Sizilien und in den nahen Osten aus, zu der sie Anfang 1810 aufbrach. Meryon begleitete Lady Hester auf ihren Reisen und blieb bei ihr, als sie sich in den Bergen des Libanon niederließ. 1817 kehrte er schließlich nach England zurück. Er heiratete kurz nach seiner Rückkehr und machte noch am 18. November 1817 seinen Abschluss als Bachelor und Doktor der Medizin. Anschließend setzte er seine medizinische Karriere fort. Am 16. Juni 1820 wurde er Kandidat für das Royal College of Physicians, am 25. Juni 1821 erhielt er den Status eines Fellow. Kurz darauf wurde er Hausarzt des Politikers Sir Gilbert Heathcote, bis er 1827 auf die dringende Bitte von Lady Hester erneut in den Libanon reiste. Seine Frau begleitete ihn auf der Reise, während der sie von Piraten aus Kreta angegriffen und ausgeraubt wurden. Daraufhin kehrten sie nach Livorno zurück, wo sich seine Frau weigerte, die Reise in den Libanon fortzusetzen. Das Ehepaar kehrte nach England zurück, doch schon bald brachen sie erneut in den Libanon auf, wo sie Ende 1830 Lady Hester in ihrem Sitz in den Bergen trafen. Lady Hester war zu diesem Zeitpunkt auf dem Höhepunkt ihrer Macht und beherrschte tyrannisch ihre Umgebung. Nach mehreren Meinungsverschiedenheiten und aufgrund Lady Hesters Abneigung gegenüber Meryons Frau verließen sie im April 1831 wieder den Libanon. Nach einem mehrmonatigen Aufenthalt auf Zypern reisten sie weiter nach Südfrankreich, wo sie mehrere Jahre lang in Nizza lebten. Im Juli 1837 besuchte Meryon zusammen mit seiner Frau und ihrer Tochter Eugenia erneut Lady Hester, bis sie im August 1838 für immer den Libanon verließen.
Zurück in London verfasste er seine dreibändigen Erinnerungen an das Leben der 1839 gestorbenen Lady Hester im Libanon, die ein detailliertes Protokoll über ihre Lebensumstände, ihre Herrschaft über die Region und über ihre langen, teils verhörartigen Gespräche mit Meryon sind. Danach verfasste er eine ebenfalls dreibändige Beschreibung seiner früheren Reisen mit Lady Hester.
Um 1820 hatte er eine Beziehung mit der französischen Balletttänzerin Narcisse Chaspoux, aus der der 1821 geborene, nach ihm benannte Charles Meryon hervorging, der als Radierer berühmt wurde.

## Werke
- Memoirs of the Lady Hester Stanhope, as related by herself in conversations with her physician [i. e. Charles Lewis Meryon] : comprising her opinions and anecdotes of some of the most remarkable persons of her time. 3 Bände, Colburn, London 1845
- Travels of Lady Hester Stanhope, forming the completion of her Memoirs. Narrated by her Physician. 3 Bände, Colburn, London 1846.